# علی‌بایوو
علی‌بایوو (انگلیسی: Alibayevo) یک شهرک در شهرستان زیانچورینسکی استان باشقیرستان کشور روسیه است.